# Balli Kombëtar

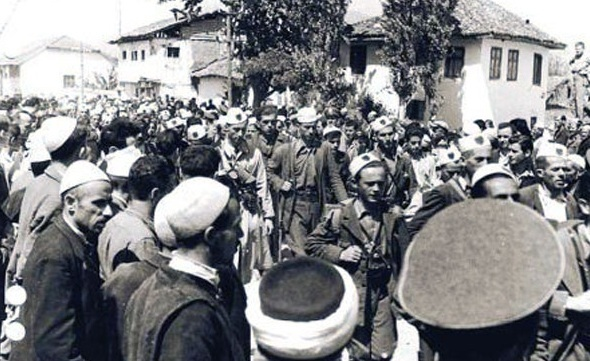
Einheiten der Balli Kombëtar beim Einmarsch in Prizren (1944)

Die Balli Kombëtar (deutsch: Nationale Front) war eine albanisch-nationalistische und anti-kommunistische Organisation, welche im November 1942 unter anderem von Ali Këlcyra und Midhat Frashëri gegründet wurde. Während des Zweiten Weltkriegs kämpfte sie zunächst gegen die italienischen und später gegen die deutschen Besatzer in Albanien. Allerdings arbeiteten Teile der Balli Kombëtar auch mit den Achsenmächten zusammen. Als diese Griechenland und Jugoslawien besetzt hielten, halfen sie der Wehrmacht, gegen die Kommunisten im Inneren des Landes und gegen die Jugoslawen zu kämpfen.
Balli Kombëtar strebte die Einheit der ethnischen Albaner in einem einzigen unabhängigen Staat Großalbanien an, der neben Albanien das südliche Montenegro, den Kosovo, das westliche Mazedonien und Epirus umfassen sollte. Im Jahr 1943 erklärte die Kommunistische Partei Albaniens der Balli Kombëtar den Krieg um die Führung im Widerstand gegen die Besatzer und setzte sich bis Herbst 1944 letztlich durch. Die Mitglieder der Balli Kombëtar kamen entweder ins Gefängnis, wurden getötet oder flüchteten ins Exil, hauptsächlich nach Westeuropa oder in die Vereinigten Staaten.
Nach dem Ende des Realsozialismus gründete sich in Albanien eine rechtsgerichtete Splitterpartei, die sich auf die Traditionen von Balli Kombëtar berief und den Namen dieser Bewegung annahm (Partia Balli Kombëtar).